# Васиљко Ростовски
Васиљко Константинович (7. децембар 1208, Ростов - 4. март 1238, Шеренска шума) - апанажни кнез Ростова. Најстарији син великог кнеза владимирског Константина Всеволодовича, унук великог кнеза владимирског Всеволда III. Умро је у монголском заточеништву, након пораза руских трупа у битки на реци Сити.
Руска православна црква канонизовала је блаженопочившег кнеза Васиљка Ростовског и поштује га као мученика.

## Рана биографија
1216. године, после победе у Липичкој битки над његовом млађом браћом и успостављања власти у Владимиру, Константин је свог седмогодишњег сина оставио у Ростову на чување епископу Пахомију, познатом по свом образовању. Већ 1217. године, Константин је пренео пораженог Јурија из Городца у Суздаљ и склопио мир са њим, услед чега су Константинова деца могла да наследе његове огромне поседе (Ростов, Јарослављ, Углич, Белоозеро, Устјуг) и пренесу их на своје потомке, без полагања права на престоницу, коју је Константин по његовој смрти (1218) пренео на Јурија. Само, према Тверској хроници, део ростовског племства, након Константинове смрти, отишао је да служи свом тасту у Кијеву, Мстиславу Романовичу, бојећи се освете од Јурија, и директно је учествовао у битки на Калки ( 1223).

## Владавина у Ростову
Године 1220. Јуриј је организовао поход против Волшких Бугара као одговор на њихово уништење Устјуга 1217. Василко је послао пукове који су се спустили низ Каму и ујединили се у оквиру Волшке Бугарске са главним снагама под командом Свјатослава Всеволодовича. У наредним годинама Василко је лично учествовао у Владимирским кампањама:
- у зиму 1221. заједно са Јуријем против Бугара. Мир је закључен у Городцу као под Јуријевим оцем и ујаком;
- 1223. против Монгола. Војска је стигла до Чернигова, али се, сазнавши за пораз Руса на реци Калки, вратила;
- 1224. против Новгородаца. Торжок је заузет и мир је закључен;
- 1226. са Јуријем и братом Всеволодом да помогну Михаилу Всеволодовичу против Олега Курска. Михаил је царовао у Чернигову;
- 1228. са Владимирским губернатором Еремејем Глебовичем Мордовцима. Поход је прекинут због кише;
- у зиму 1229. са Јуријем, Јарославом, братом Всеволодом и Јуријем Муромским поново против Мордоваца. Кампања је у целини била успешна, али је дошло до делимичног пораза ратника Јарослава и Константиновича, који су се удаљили од главних снага;

1231. са Јарославом Всеволодовичем против Михаила Черниговског. Михаил се одрекао својих претензија на Новгород, а Јарослав се коначно ту утврдио.
Године 1229. догодио се инцидент када су Јарослав, који се борио са Михаилом за владавину Новгорода, и Константиновичи осумњичили Јурија (мужа Михаилове сестре) за савез са њим, али су се на Суздалском сабору исте године поклонили Јуриј сви, њихов рођени отац и господар.
Кнез Василко је завршио Успенску цркву у Ростову, чију је изградњу започео његов отац Константин Всеволодович. Године 1230. присуствовао је освећењу храма и истовремено тражио од стрица Јурија и епископа Владимирског Митрофана да за епископа Ростовског поставе архимандрита Кирила, игумана Рождественог манастира Богородице, на шта је примио сагласности, а следеће године послао је архимандрита Кирила у Кијев на хиротонисање за епископа.

## Смрт и канонизација
Почетком 1238. године, током похода Татара на Владимир, кнез Василко је заједно са Јуријем Всеволодовичем отишао даље од Волге. 4. марта, после битке на Градској реци између Монголо-Татара и Руса, заробљени Василко је одбио да положи заклетву кану и погинуо је у шуми Шернски. После извесног времена, тело је, према предању, пронашла нека жена која је свештенику Адријану рекла за свој налаз, а он је тело сакрио; затим је превезено у Ростов и тамо сахрањен у Успенској саборној цркви. Описујући сахрану кнеза Василка, летописац га је овако окарактерисао: „Мноштво православног је плакало, видећи одлазак оца и хранитеља сирочадима, велику утеху тужнима, помраченим – залазак светлеће звезде. . За цео црквени обред Бог му је отворио очи срца, и свим људима црквеним, и сиромасима, и тужнима, као љубљени отац... Он је са браћом својом крвљу опрао грехе своје. мученик“.
Руска православна црква је канонизовала Василка Константиновича и поштује га као мученика (време канонизације није познато). Спомен се празнује 4. марта и 23. маја (по јулијанском календару) у Сабору Ростовско-јарославских светитеља.